# Académie de Huangpu
Pour les articles homonymes, voir Huangpu (homonymie).
L'Académie militaire de Huangpu ou de Whampoa en cantonais (en chinois, 黄埔军校, pinyin : Huángpŭ Jūnxiào, « Académie militaire de Huangpu ») est un institut de formation militaire fondé par Sun Yat-sen le 16 juin 1924, dans les environs de Canton. De nombreux officiers devenus célèbres pendant la guerre sino-japonaise et la guerre civile chinoise y ont été formés. L'Académie fournit la structure pour la création de l'Armée nationale révolutionnaire qui, à partir de 1926, mena l'expédition du Nord destinée à réunifier et pacifier le pays.
Le discours que prononça Sun Yat-sen lors de l'inauguration de l'académie (à l'époque le Kuomintang contrôlait la région), devint par la suite les paroles de l'hymne national de la république de Chine.

## Fondation

Juste après la cérémonie d’ouverture des classes, le 16 juin 1924 ; Sun Yat-sen avec, de gauche à droite : He Yingqin, Tchang Kaï-chek, Wang Boling

Après la mort de Yuan Shikai, la Chine était divisée en territoires aux mains de seigneurs de guerre rivaux. Sun Yat-sen tenta en 1917 et en 1920 d'installer une base de gouvernement dans sa province natale de Guangdong, afin de lancer ensuite une offensive vers le Nord, afin d'unir la Chine pour appliquer ses « trois principes du peuple ». Les appels de Sun à l'étranger pour des financements et des aides logistiques restèrent lettre morte. Alors, un représentant du Komintern, Henk Sneevliet (appelé Maring), eut une entrevue avec Sun dans le Guangxi. Il lui proposa de fonder une académie militaire et d'entrainer une armée révolutionnaire : cela confortait les projets de Sun, qui accepta sans hésitation. Le Parti communiste chinois envoya Li Dazhao et Lin Boqu pour discuter avec Sun des modalités de fondation de l'académie. En 1924, lors du premier congrès national du Kuomintang, la politique d'alliance avec l'Union soviétique et le Parti communiste chinois fut votée. En conséquence de quoi, la décision de fonder l'académie fut également votée.

## Organisation
L'académie de Huangpu était composée de six départements : politique, instruction, entraînement, gestion, santé et approvisionnement. L'académie attirait les meilleurs talents révolutionnaires de l'époque. Sun fut nommé directeur de l'école quoiqu'à titre honorifique. Le protégé de Sun, Tchang Kaï-chek, fut nommé principal de l'école. Liao Zhongkai, célèbre gauchiste du Kuomintang et trésorier de Sun, fut nommé représentant du Kuomintang à l'Académie. Zhou Enlai, Hu Hanmin et Wang Jingwei faisaient partie des instructeurs du département politique. He Yingqin et Ye Jianying furent instructeurs militaires un moment. Le représentant de l'Union soviétique, Mikhaïl Borodine, était conseiller, preuve de la générosité de son pays envers le Kuomintang, financièrement et par le biais de conseillers militaires comme Vassili Blücher.

## Formation

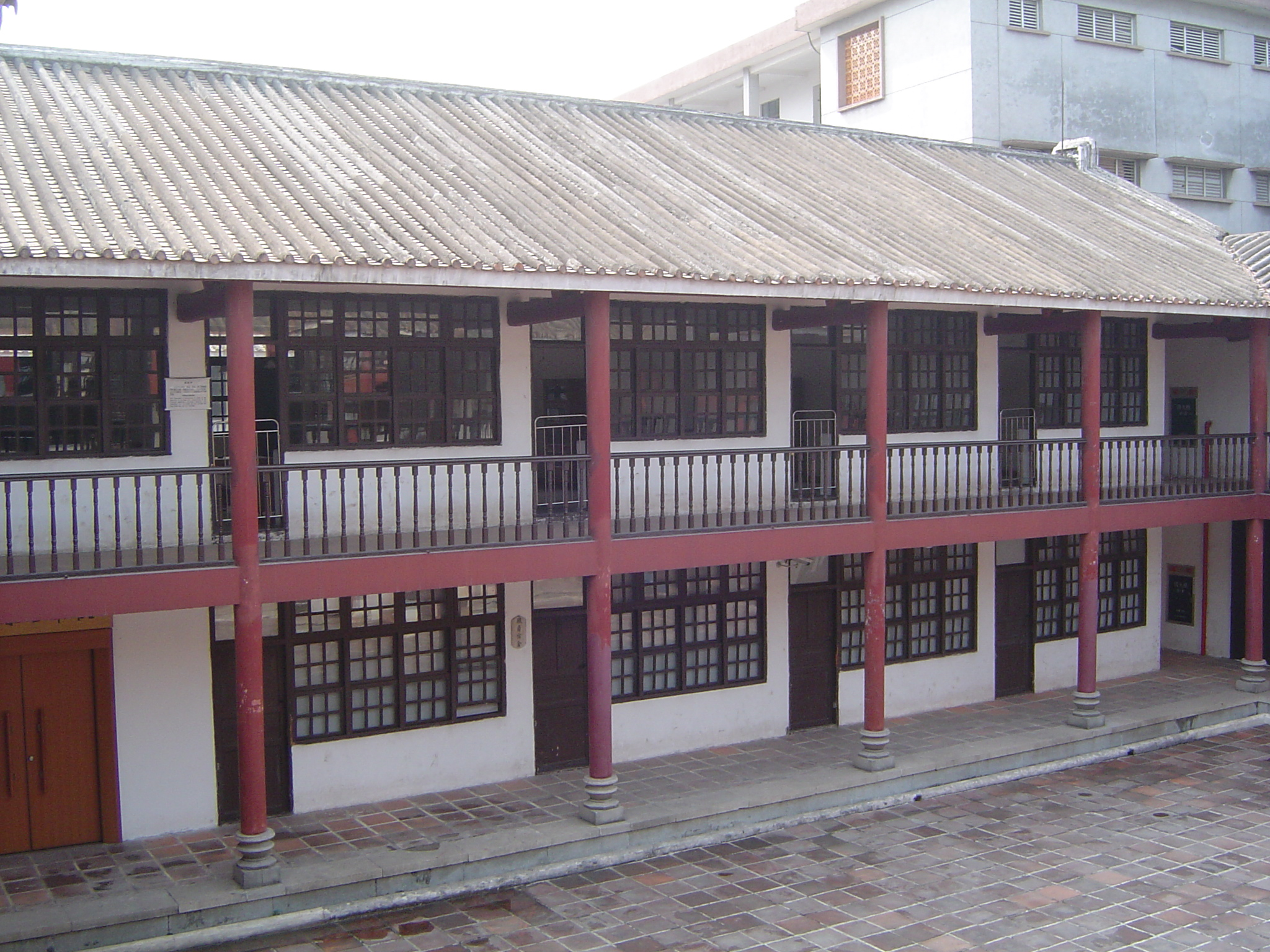
Huangpu aujourd'hui

Les leçons de l'Académie intégraient instruction militaire et politique, théorie et pratique. Les étudiants apprenaient la stratégie, la tactique, l'arsenal et les théories militaires, la pensée de Sun, mais également le communisme. Des leaders réputés et des activistes à la fois du Kuomintang et du Parti communiste chinois donnaient des conférences qui laissèrent leur marque : Tan Yankai, Zhang Renjie, Mao Zedong et Liu Shaoqi.
Parmi les étudiants les plus célèbres, on trouve le général Lin Biao, Xu Xiangqian, Zuo Quan, Chen Geng et les commandants nationalistes Chen Cheng, Du Yuming et Hu Zongnan. Ces jeunes étudiants firent leurs preuves lors de la guerre contre les seigneurs de la guerre locaux et les dissidents de Sun, comme Chen Jiongming, et lors de l'unification de la province de Guangdong. Cela se poursuivit lors de l'expédition du Nord.

## Déménagements
L'académie de Huangpu occupa son site d'origine près de Canton de 1924 à 1926, six semestres au cours desquels plus de sept mille élèves s'enrôlèrent. Mais avec la rupture entre Tchang Kaï-chek et le Parti communiste chinois durant l'expédition du Nord, l'académie fut relocalisée après la défaite des seigneurs de la guerre en 1928 dans la nouvelle capitale, Nankin. Elle se déplaça encore vers Chengdu durant l'invasion japonaise.
En 1950, après la victoire du Parti communiste chinois en Chine continentale, l'académie fut déménagée à Fengshan, dans le comté de Kaohsiung à Taïwan, sous le nom d'Académie militaire chinoise.
L'académie de Huangpu a joué un rôle historique important. Son influence, dépassant largement les connaissances militaires stratégiques et techniques de l'époque, fut d'ordre politique et idéologique, ayant des répercussions directes sur le style de gouvernement en Chine.